# Strach (powieść)
Strach (ang. The Terror) – trzecia część cyklu Rook Grahama Mastertona, powstała w 1998 roku. 
Jim Rook po raz kolejny zmierza się z siłami nadprzyrodzonymi. Tym razem do jego klasy trafia uczeń, Rafael Diaz. Chłopak twierdzi, że potrafi wyleczyć ludzi z lęków za pomocą dawnego rytuału Majów. Wskutek wyleczenia koleżanki z lęku ginie ona tragiczne na terenie szkoły. Jim zauważa jak Rafael odprawia rytuał na kilku uczniach pod drzewem i wskutek przerwania owego obrzędu jeden z uczniów popada w śpiączkę. Jim Rook wyrusza do Meksyku aby poznać historię Majów i ich obrzędy. Na miejscu odkrywa straszliwą prawdę...